# ليه أوكونيل
ليه أوكونيل (بالإنجليزية: Les O'Connell)‏ هو مجدف نيوزيلندي، ولد في 23 مايو 1958 في تيمارو ‏ في نيوزيلندا.

## وصلات خارجية
- ليه أوكونيل على موقع الاتحاد الدولي للتجديف (الإنجليزية)
- ليه أوكونيل على موقع اللجنة الأولمبية الدولية (الإنجليزية)
- ليه أوكونيل على موقع أوليمبيديا (الإنجليزية)
- ليه أوكونيل على موقع اللجنة الأولمبية النيوزيلندية (الإنجليزية)